# Johann Christian Friedrich Steudel

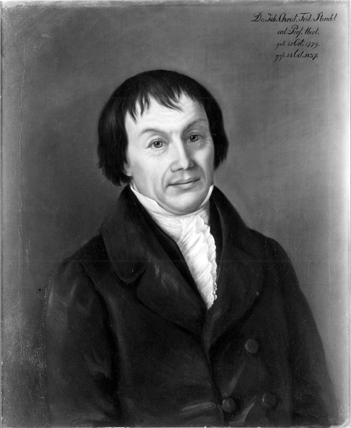
Johann Christian Friedrich Steudel, Ölgemälde aus dem Bestand der Tübinger Professorengalerie

Johann Christian Friedrich Steudel (* 25. Oktober 1779 in Esslingen am Neckar; † 24. Oktober 1837 in Tübingen) war ein evangelisch-lutherischer Theologe.

## Leben
Johann Christian Friedrich Steudel wurde am 25. Oktober 1779 in Esslingen am Neckar als zweites von acht Kindern des Oberverwaltungsrates Johann Samson Steudel (1747–1796) und dessen Frau Regina Katharina Burk (1757–1814) geboren. Die Familie zählte den Reformator Johannes Brenz zu ihren Vorfahren, seine Mutter war eine Enkelin von Johann Albrecht Bengel. Auf dem Pädagogium in seiner Heimatstadt (dem heutigen Georgii-Gymnasium) vorgebildet, wechselte Steudel an das Gymnasium Illustre in Stuttgart und studierte anschließend, seit 1797, evangelische Theologie an der Eberhard Karls Universität Tübingen. 
1803 erhielt Steudel eine Stelle als Vikar in Oberesslingen. Zum Tübinger Stiftsrepetent 1805 ernannt, unternahm er anschließend eine anderthalbjährige Bildungsreise durch Frankreich und die Schweiz. Steudel wurde 1810 Diakon in Cannstatt und zwei Jahre später in Tübingen.
Ab 1812 lehrte Steudel an der Universität Tübingen, 1815 wurde er nebenamtlicher außerordentlicher Professor für biblische Theologie und im Jahr 1816 wurde er auf den Lehrstuhl der philosophischen Fakultät an der Universität Tübingen berufen. Seit 1822 lehrte er als Ordinarius für alttestamentliche Einleitungswissenschaft und Exegese, ab 1826 für Dogmatik und alttestamentliche Theologie.
Im Rationalismus-Streit stand Steudel dogmatisch auf der Seite eines gemäßigten Supranaturalismus.
Johann Christian Friedrich Steudels ältester Bruder war der Arzt und Botaniker Ernst Gottlieb von Steudel (1783–1856).

## Schriften (Auswahl)
- Über Religions-Vereinigung. Ein Wort ruhiger Prüfung und ofner Erklärung, als Beitrag zur Sicherung des Friedens in der christlichen Kirche. Metzler, Stuttgart 1811.
- Ueber die Bibel. Ein Unterricht, was sie ist, und wie sie gelesen werden soll. Steinkopf, Stuttgart 1812.
- Über die Haltbarkeit des Glaubens an geschichtliche höhere Offenbarung Gottes, in Bezug auf neuere Angriffe dieses Glaubens. Steinkopf, Stuttgart 1814.
- Reden über Religion und Christenthum. Laupp, Tübingen 1820.
- Über die Vereinigung beyder evangelischen Kirchen, namentlich in Wirtemberg. Tübingen 1822.
- Neue Vorträge über Religion und Christenthum. Steinkopf, Stuttgart 1825.
- Erzählungen für die zartere Jugend zur Bildung und Stärkung eines religiösen und sittlichen Gefühls und Urtheils. Ein Lesebuch für den häuslichen und Schul-Gebrauch. Steinkopf, Stuttgart 1826 (Digitalisat).
- Die Bedeutsamkeit des evangelisch-theologischen Seminares in Wirtemberg und die Frage über das Rathsame seiner Aufhebung oder Schmälerung. Fues, Tübingen 1827.
- Über die neue Organisation der Universität Tübingen. Gedanken zu deren Wuerdigung aus dem Gesichtspunkte der Idee einer Universität. Fues, Tübingen 1830.
- Grundzüge einer Apologetik für das Christentum. Fues, Tübingen 1830.
- Die Glaubenslehre der evangelisch-protestantischen Kirche nach ihrer guten Begründung, mit Rücksicht auf das Bedürfniß der Zeit, kurz dargestellt. Osiander, Tübingen 1834.

- Vorlesungen über die Theologie des Alten Testaments. Nach dessen Tode hrsg. von Gustav Friedrich Oehler. Reimer, Berlin 1840.